# Argema cotei
Argema cotei är en fjärilsart som beskrevs av Testout. 1944. Argema cotei ingår i släktet Argema och familjen påfågelsspinnare. Inga underarter finns listade i Catalogue of Life.